# La Couronne (Charente)
La Couronne ist eine Gemeinde und Kleinstadt im Westen Frankreichs mit 7.759 Einwohnern (Stand 1. Januar 2022) und gehört zum Département Charente in der Region Nouvelle-Aquitaine.

## Geographie
La Couronne liegt in der Kulturlandschaft des Angoumois etwa acht Kilometer (Fahrtstrecke) südwestlich von Angoulême. Drei kleinere Nebenflüsse der Charente (Boème, Charreau und Eaux Claires) fließen durch das Gebiet der Gemeinde.

## Bevölkerungsentwicklung
Bei der ersten Volkszählung in Frankreich im Jahr 1793 hatte La Couronne etwa 2000 Einwohner; Ende des 19. Jahrhunderts waren es ca. 3500.
| Jahr      | 1968 | 1975 | 1982 | 1990 | 1999 | 2007 | 2016 |
| Einwohner | 5394 | 5901 | 6076 | 6295 | 6857 | 7037 | 7694 |

## Wirtschaft
Lange Zeit war La Couronne von der Landwirtschaft geprägt. Im ausgehenden Mittelalter etablierten sich wegen des Wasser- und Waldreichtums der Region etliche Papiermühlen, die ständig modernisiert wurden und teilweise bis zum Beginn des 20. Jahrhunderts in Betrieb waren. Das einzige noch existierende Papierwerk (Papeteries La Couronne) hat sich auf Briefumschläge und Paketverpackungen aller Art spezialisiert. Hauptarbeitgeber der Stadt ist heutzutage jedoch die zum Lafarge-Konzern gehörende Zementfabrik.

## Geschichte
Die frühe Geschichte von La Couronne ist eng verknüpft mit der ehemaligen Abtei Notre-Dame (siehe unten), die durch den ständigen Bedarf an Handwerkern, Fuhrleuten, Tagelöhnern etc., die ja auch verpflegt werden mussten, ganz wesentlich zur Entwicklung des Ortes beitrug. Während des Hundertjährigen Krieges (1337–1453) blieben Abtei und Ort verschont, doch die Hugenottenkriege (1562–1598) brachten erhebliche Verwüstungen mit sich. Die Vertreibung der Protestanten aus Frankreich unter Ludwig XIV. zu Beginn des 17. Jahrhunderts führte zu innerer Ruhe, aber auch zu wirtschaftlicher Stagnation.

## Sehenswürdigkeiten

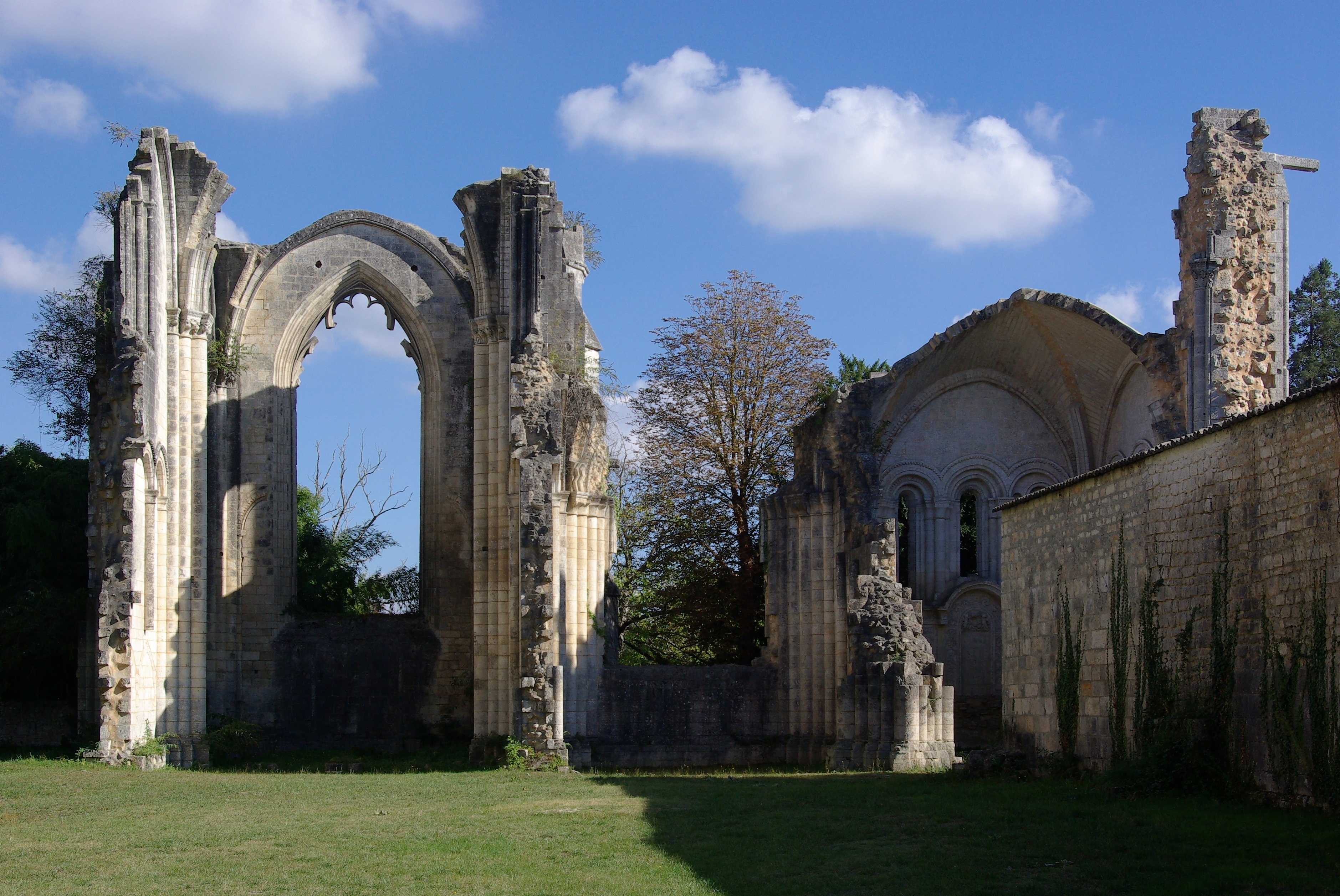
Abteikirche Notre-Dame

- Zu Beginn des 12. Jahrhunderts gründete ein Mönch oder Priester namens Lambert in dem ehemals sumpfigen, teilweise aber bereits besiedelten Gebiet von La Couronne (Coronella) ein Kloster. Im Jahre 1136 wurde dieser Lambert zum Bischof von Angoulême gewählt und stattete während seiner zwölf Jahre währenden Amtszeit die von ihm gegründete Abtei reich mit Stiftungen und Schenkungen aus. Ende des 12. Jahrhunderts entstand eine neue, für damalige Verhältnisse durchaus imposante dreischiffige Abteikirche in gotischen Formen (201 Fuß lang, 89 Fuß breit und 50 Fuß hoch); der Grundstein mit Jahresangabe und anderen historischen Fakten wurde im Rahmen von Ausgrabungsarbeiten im Jahre 1842 wiederentdeckt. Im Jahre 1183 erbeutete der englische König Heinrich II. den Kirchenschatz, doch konnten die Arbeiten an der Abteikirche fortgesetzt werden; ihre Weihe erfolgte im Jahr 1201. In der Französischen Revolution wurde die Abtei aufgelöst, die Gebäude als Nationalgut verkauft und als Steinbruch genutzt. Die immer noch imposanten Ruinen der Abteikirche stehen seit dem Jahr 1903 unter Denkmalschutz und sind als Monument historique[1] eingetragen. Heute gehört das riesige Abteigelände mit seinen vielen Gebäuden dem Conseil Général de la Charente.

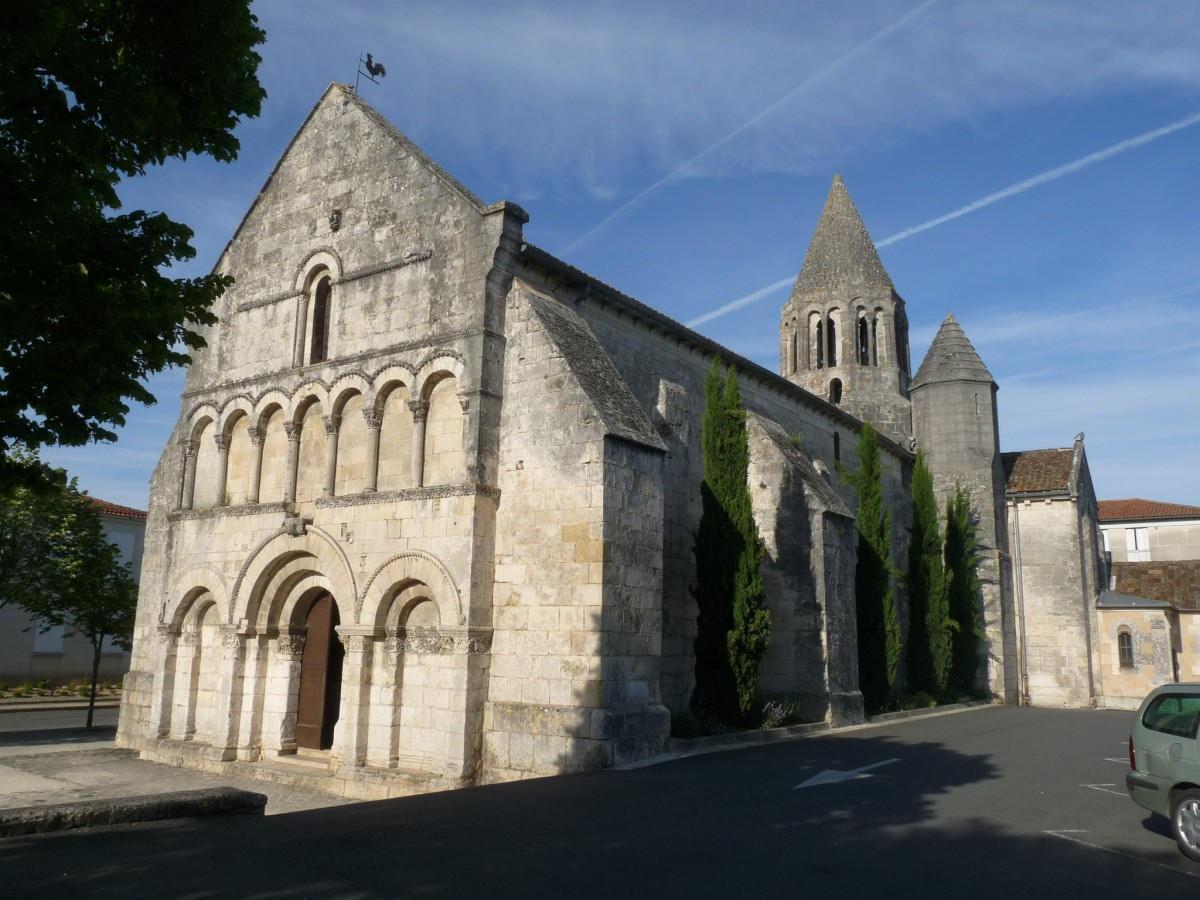
Pfarrkirche Saint-Jean-Baptiste

- Die romanische Pfarrkirche Saint-Jean-Baptiste stammt in Teilen vielleicht noch aus dem späten 11. Jahrhundert; andere Teile sind eindeutig dem 12. Jahrhundert zuzuordnen. Der oktogonale Vierungsturm und der seitliche Treppenturm haben Dächer aus Stein bzw. steinernen Platten (lauzes). Die Westfassade mit ihrem schönen dreigliedrigen Aufbau (Portalzone, Arkadenzone und Giebel) ist ansonsten schmucklos. Das einschiffige Innere der Kirche mit seinen fünf Jochen wurde im 12. Jahrhundert nachträglich mit einem von Gurtbögen unterzogenen Tonnengewölbe ausgestattet, wodurch die Brandgefahr vermindert, die Stabilität der Außenwände jedoch beeinträchtigt wurde; letztere wurden deshalb mit mächtigen Strebepfeilern zusätzlich gesichert. Der älteste Teil der Kirche, der Chor, grenzt sich durch einen Chorbogen vom Kirchenschiff ab; die Apsiskalotte und die Apsisinnenwand wurden im 19. Jahrhundert mit Fresken im historisierenden Stil bemalt. Die Kirche wurde ebenfalls im Jahr 1903 als Monument historique[2] anerkannt und steht heute im Eigentum der Gemeinde.

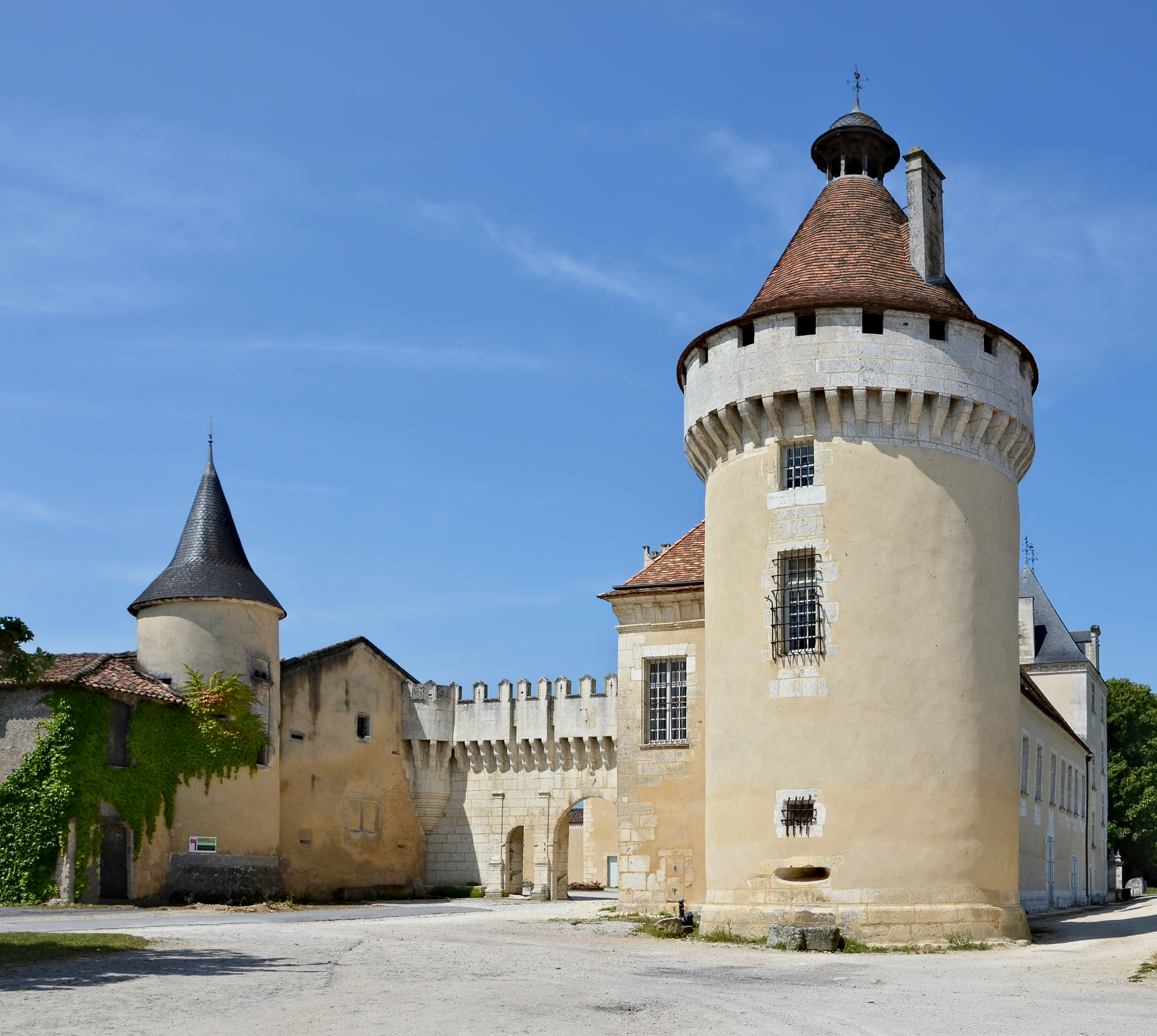
Château de l’Oisellerie

- Das Château de l’Oisellerie, ein vieltürmiger, im Wesentlichen barocker Bau aus dem 16. bis 18. Jahrhundert, beherbergt heute eine Weinbau- und Landwirtschaftsschule. Sehenswert ist auch das Eingangsportal zum Schlossgelände mit seiner gespaltenen Giebelfront und den beiden Voluten oberhalb der Seiteneingänge. Der Bau wurde im Jahr 1911 als Monument historique[3] eingetragen.
- Die beinahe schlossartige Villa und die ehemalige Papierfabrik von La Courade stammen aus dem 19. Jahrhundert und sind zu einem Museum der Papierherstellung umgebaut worden. Die Gebäude stehen unter Denkmalschutz und sind seit 2009 als Monument historique[4] eingestuft.
- Etwas außerhalb des Ortes an einem Bachlauf steht ein Waschhaus (lavoir) aus dem 19. Jahrhundert. Es hat auf steinernen Pfeilern ruhende offene Seitenwände, aber eine – vor neugierigen Blicken schützende – geschlossene Rückwand. Früher wurde das Wasser des Baches durch eine Mauer aufgestaut.

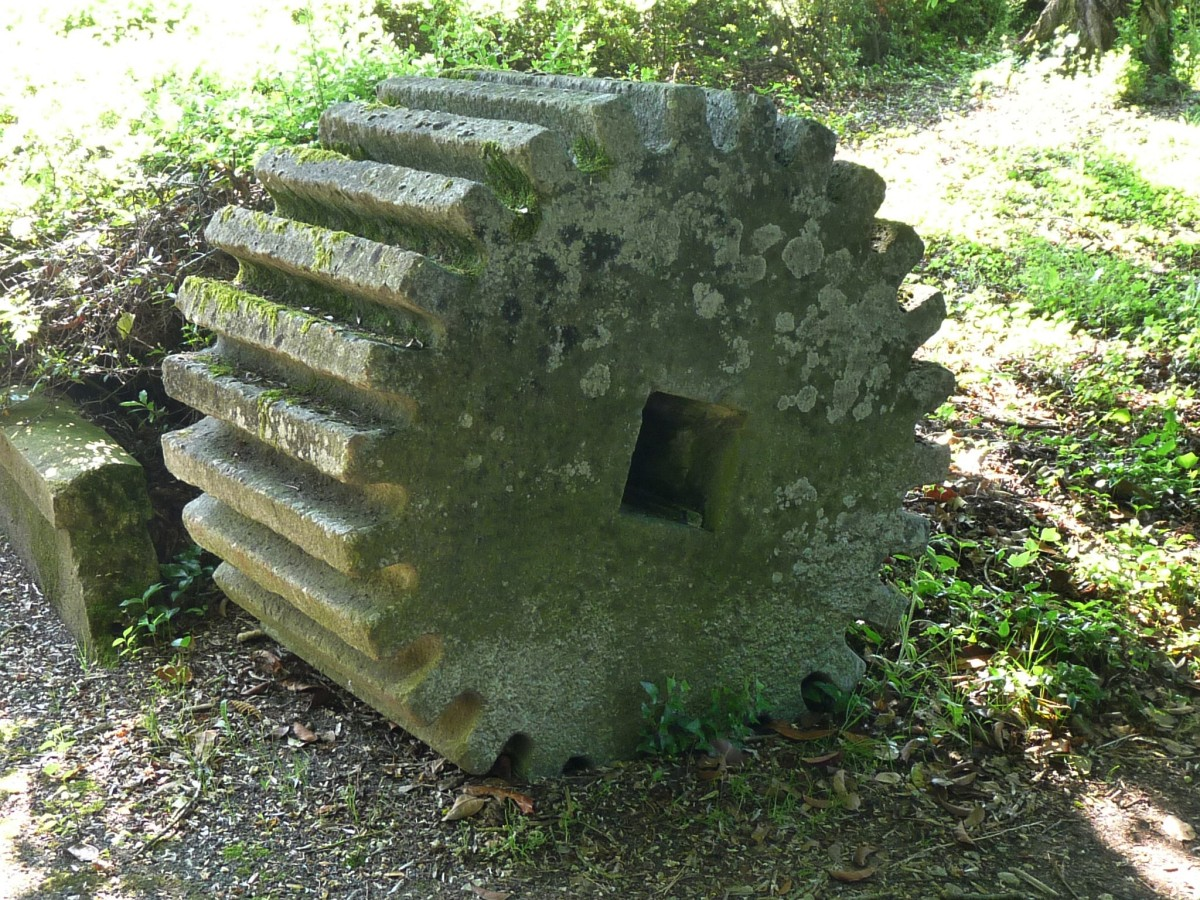
Stein einer Papiermühle
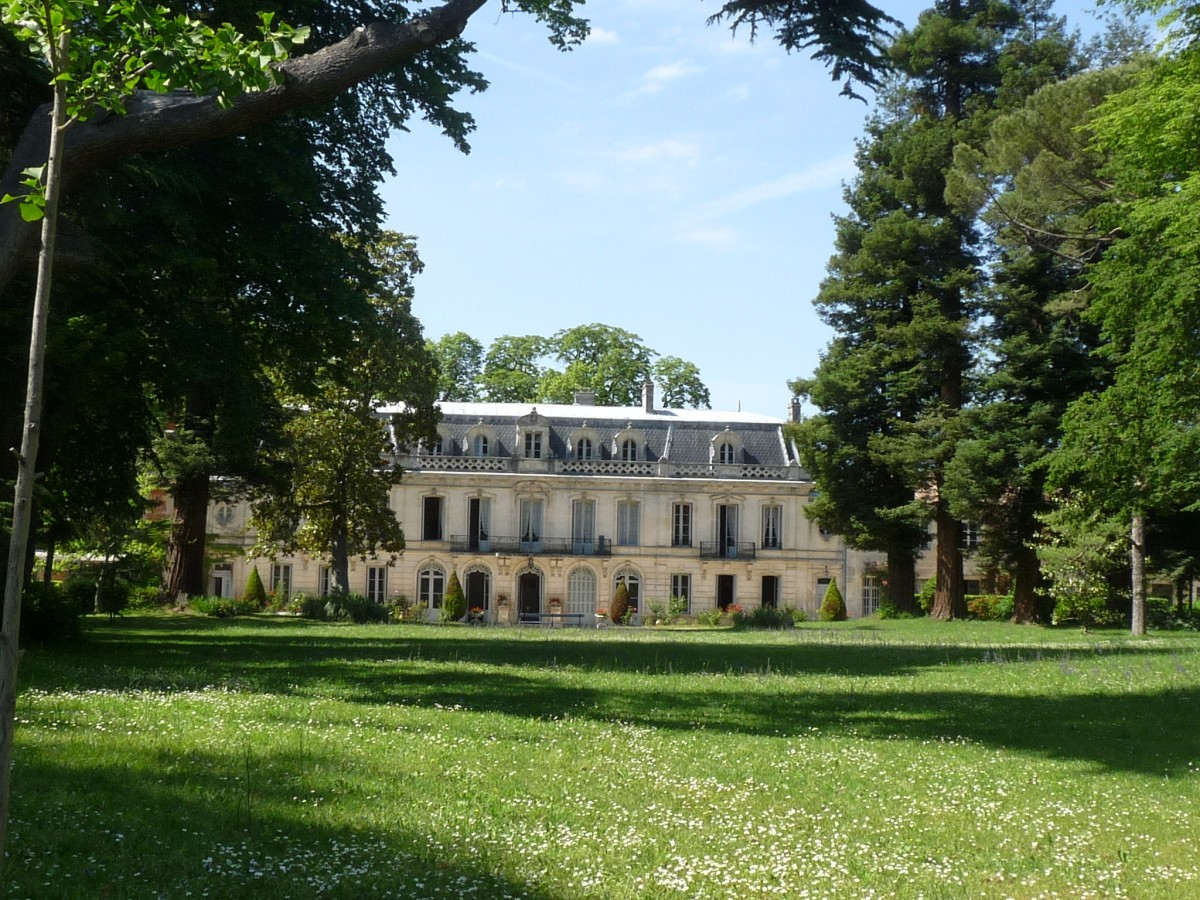
Villa La Courade
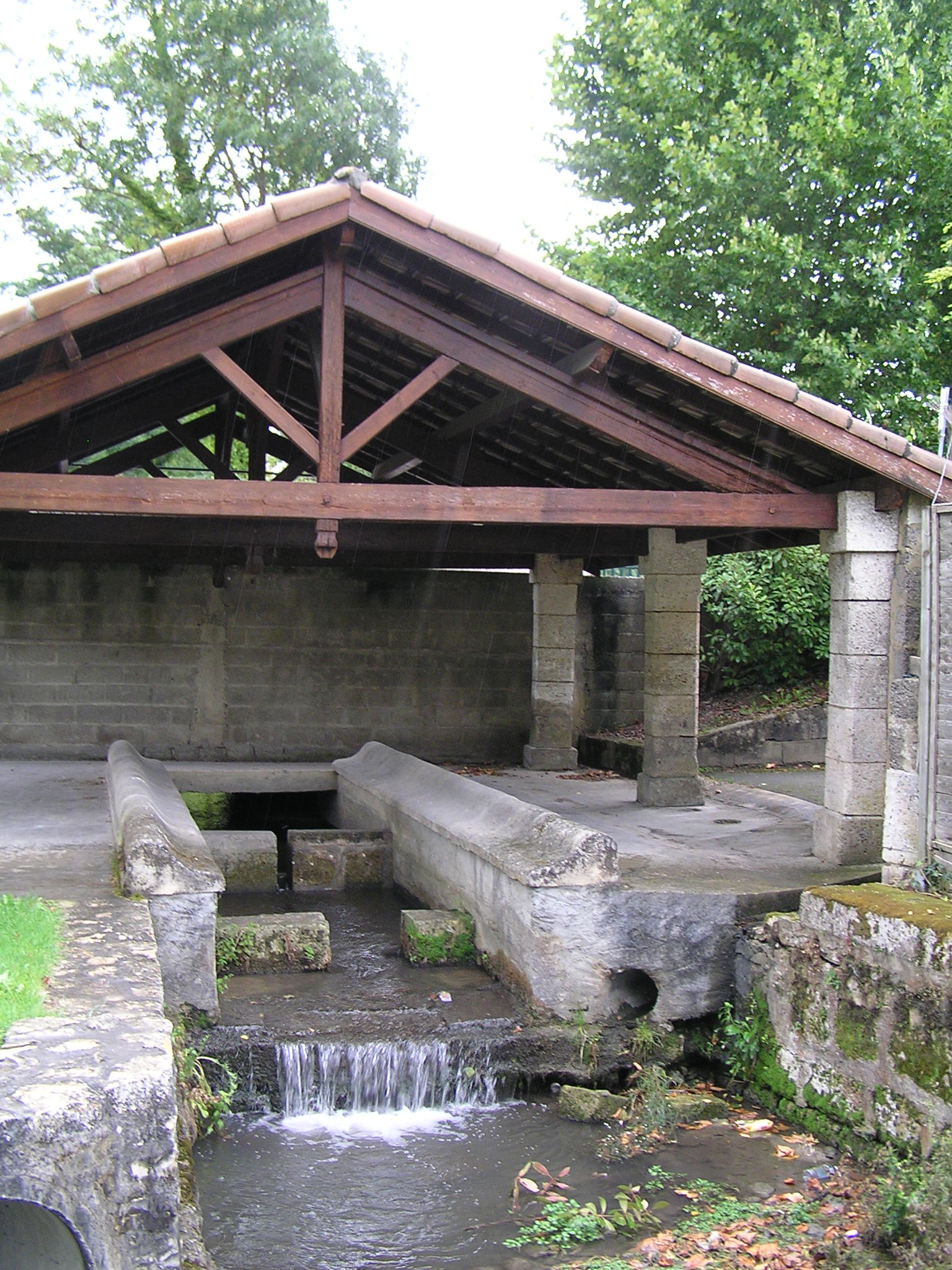
Waschhaus
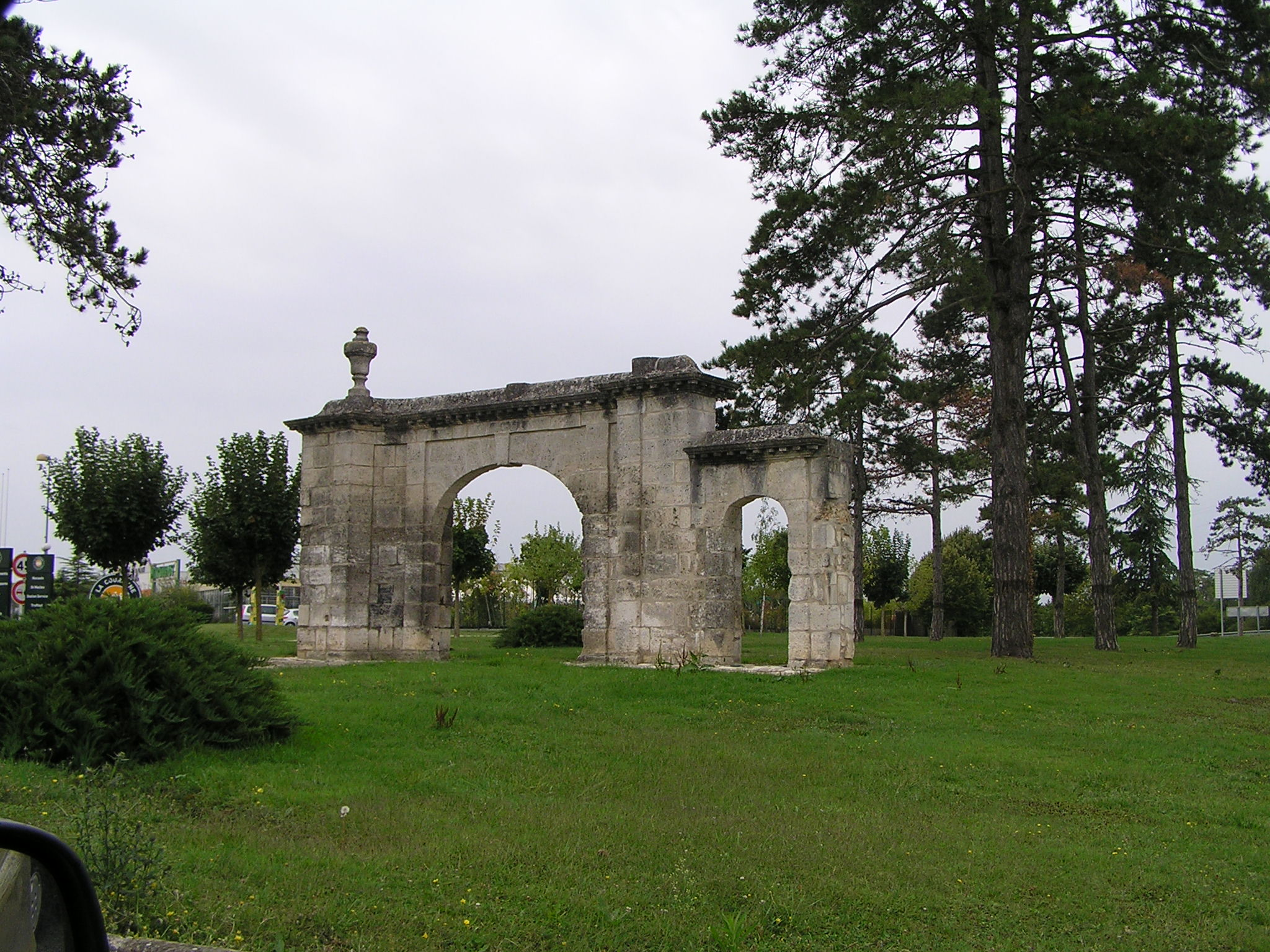
Kreisverkehr mit Ruine
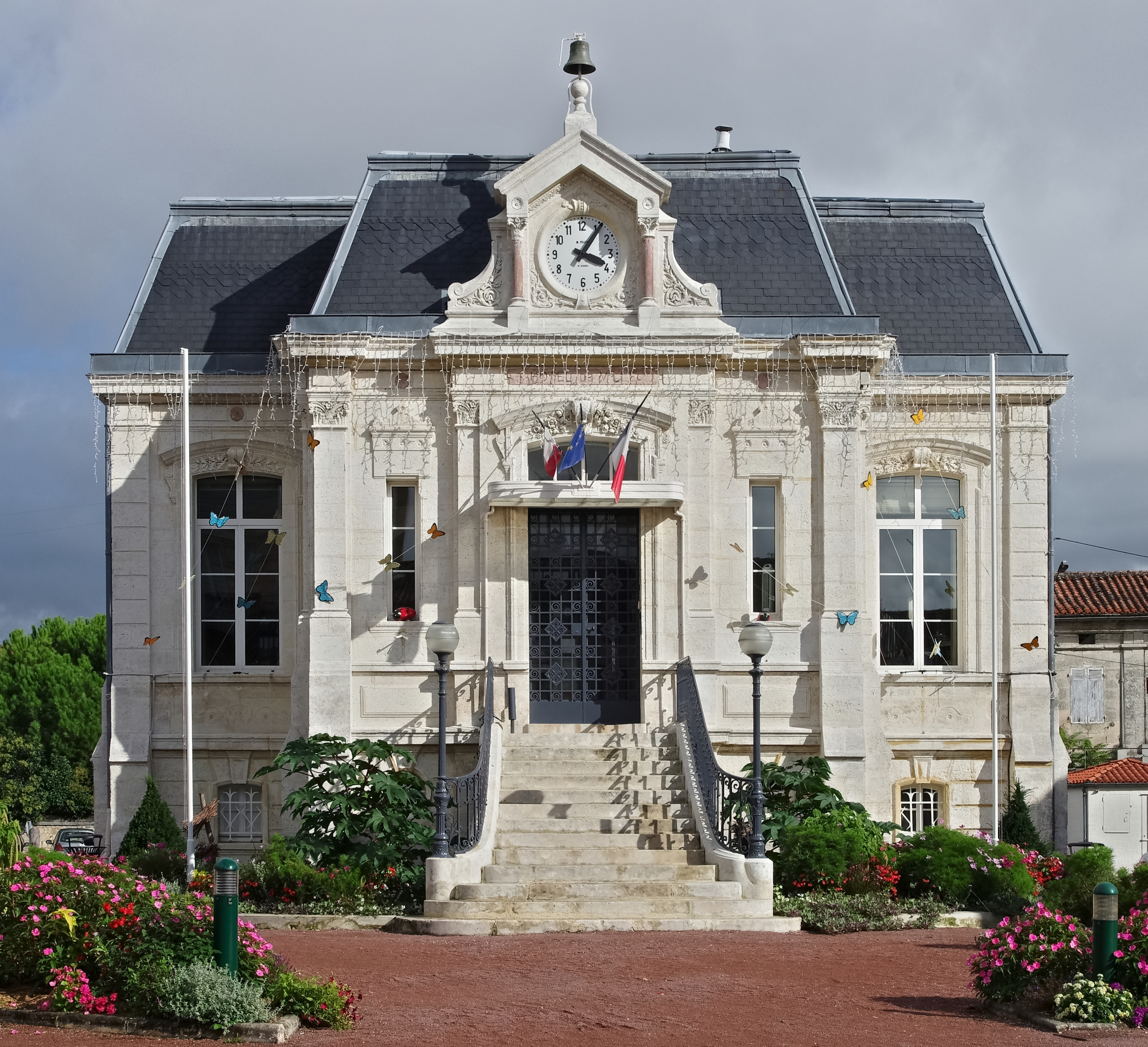
Rathaus (Hôtel de ville)

## Partnerstadt
Itzehoe in Schleswig-Holstein ist seit 1988 eine Partnerstadt von La Couronne.

## Persönlichkeiten
- Léonard Jarraud (1848–1926), Maler